# Mittelmeertief Medea
Das Mittelmeertief Medea (deutscherseits Xandra genannt) war ein Unwetter Ende November/Dezember 2014, das über mehr als zwei Wochen im nördlichen und später östlichen Mittelmeerraum zu schwerem Starkregen und in Ostmitteleuropa zu katastrophalem Eisbruch führte. Es forderte einige Todesopfer.

## Meteorologie

### Entstehung und Wetterlagen
Schon um den 19./20. November 2014 bildete sich im Sog eines kräftigen, aber schnell dort zerfallenden Tiefs vor Irland (Uschi) ein Azorentief. Dieses weitete sich sukzessive zu einem mächtigen Tiefdruckkomplex von Algerien über die Iberische Halbinsel bis in die Biskaya aus, und wanderte langsam in den westlichen Mittelmeerraum ein.
Ab dem 24. formiert sich dann – unter Einfluss weiterer kräftiger Atlantiktiefs – darin ein Tiefkern über den Balearen, in den romanischen Ländern Medea, vom DWD Xandra genannt. Dadurch kam es in zwei Wellen ab 24. und ab 27. November 2014 in Südfrankreich und Italien zu heftigem, teils stürmischem Schlagregen. So verzeichnete man 507 mm/5 d (27. Nov.–1. Dez. 2014) am Néoulous bei Laroque-des-Albères, um 400 mm in Prats-de-Mollo-la-Preste und Saint-Féliu-d’Amont, das sind Normalniederschläge von etwa 5 Monaten in der Gegend.
Über Korsika tobten schwere Gewitter (dieser Kern wurde von Météo-France en V genannt), mit 480 mm/24 h und 568 mm/5 d in Lugo di Nazza und 328 mm/24 h in Campile, und 18.000 Blitzen in 24 h (28./29., das ist etwa 1 Blitz alle 5 s),
Parallel kam es im zentralen Alpenraum kräftigem Nordföhn (Vaduz 18 °C, Titlis 113 km/h),
Das Tief zog weiter langsam Richtung Italienischer Halbinsel, wo in der ersten Dezemberwoche  Mittel und Nordostitalien von Hochwässern betroffen waren.
Dabei steuerte das Tief mehrere Tage lang feuchtwarme Luftmassen von Süden den östlichen Alpenrand entlang gegen die Böhmische Masse und Westkarpaten. Zu der Zeit lag über Russland ein mächtiges Hoch Robin, das die ersten Minustemperaturen des Jahres gebracht hatte. Dadurch kam es in einer Zone von Böhmen über Ostösterreich bis in die Ungarische Tiefebene ab dem 2. Dezember 2014 zu Eisregen und überfrierendem Nebel. Das hielt mehrere Tage an und verursachte extreme Winterglätte und Eisbruch mit verbreitet schweren Behinderungen und Schäden. Es wurden Klareis-Dicken bis 8 cm gemeldet (Forstamt Pilis, Ungarn).
In den Föhntälern der Alpen, zwischen den Starkregen der Alpensüdseite und dem Eisregen des Nordostens herrschte weiterhin abnorme Wärme und Trockenheit,
So war es in den Tiroler Alpentälern zeitweise bis 15 °C wärmer als im 100 Kilometer entfernten Böhmerwald,  Innsbruck meldete erst am 10. Dezember 2014 den ersten Frosttag (Innsbruck-Universität, spätester je verzeichneter Frost seit Beginn der Messungen 1877, Mittelwert: 23. Oktober 2014).
Um den 6.–8. Dezember 2014 verlagerte sich das Tief ostwärts über die Ägäis (klassische Vd-Zugbahn nach Bebber). Weil gleichzeitig eine Atlantikfront eintraf, die die kontinentale Kälte ostwärts drängte, endete die Lage gefrierenden Regens. Dadurch kam es ab Anfang Dezember von Griechenland bis Bulgarien zu Starkregen.
Tief Medea zerfiel dann am 13. Dezember 2014, über drei Wochen nach den ersten Ausformungen bei den Azoren, vor der Levante.

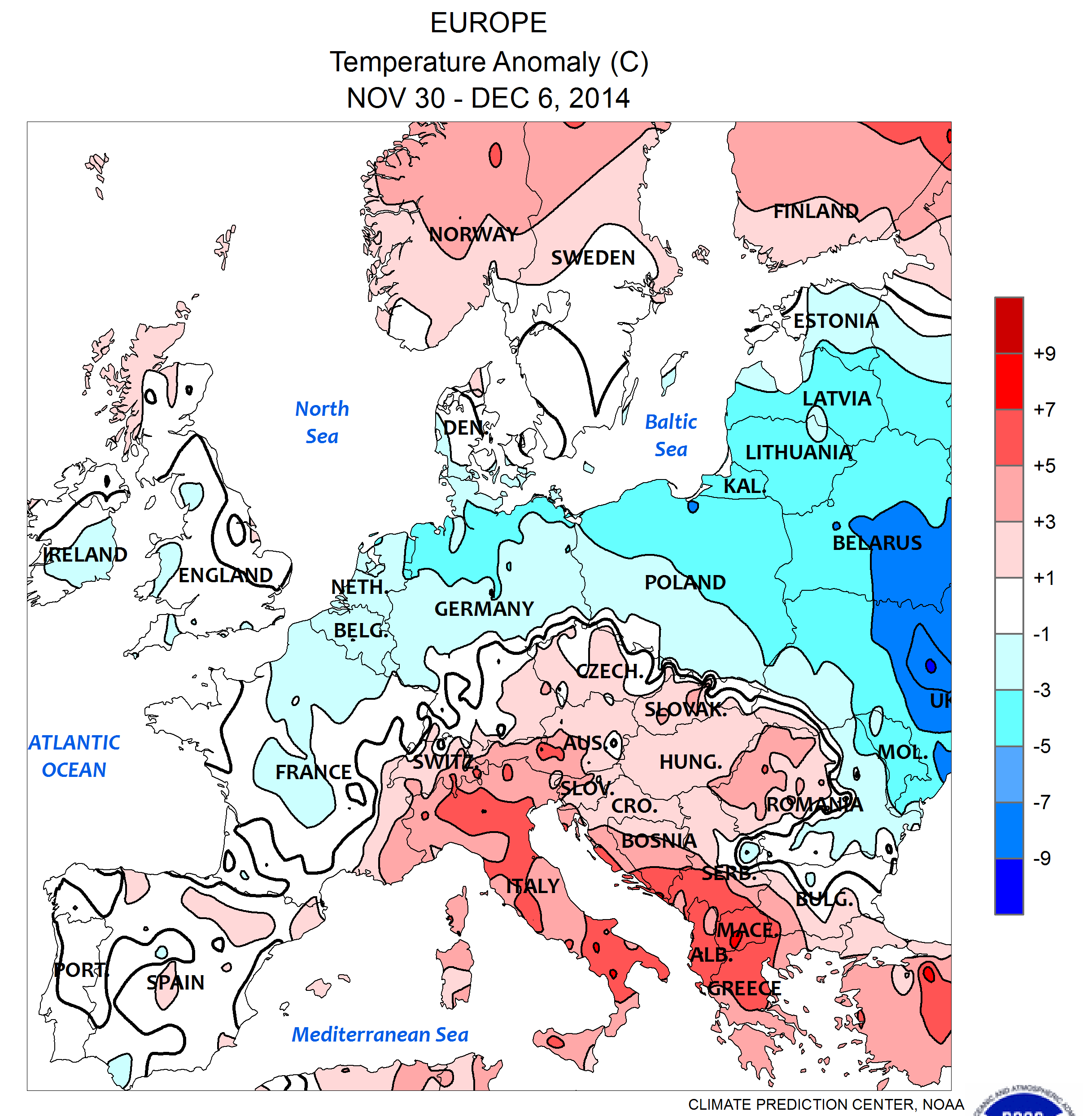
Temperaturabweichung 30.–6. (vom langjährigen Mittel dieser Tage): Das Einflussgebiet feuchtwarmeer Mittelmeerluft in Adria- und Ägäisraum und Ost-Zentraleuropa (Böhmische Masse und Pannonische Tiefebene)
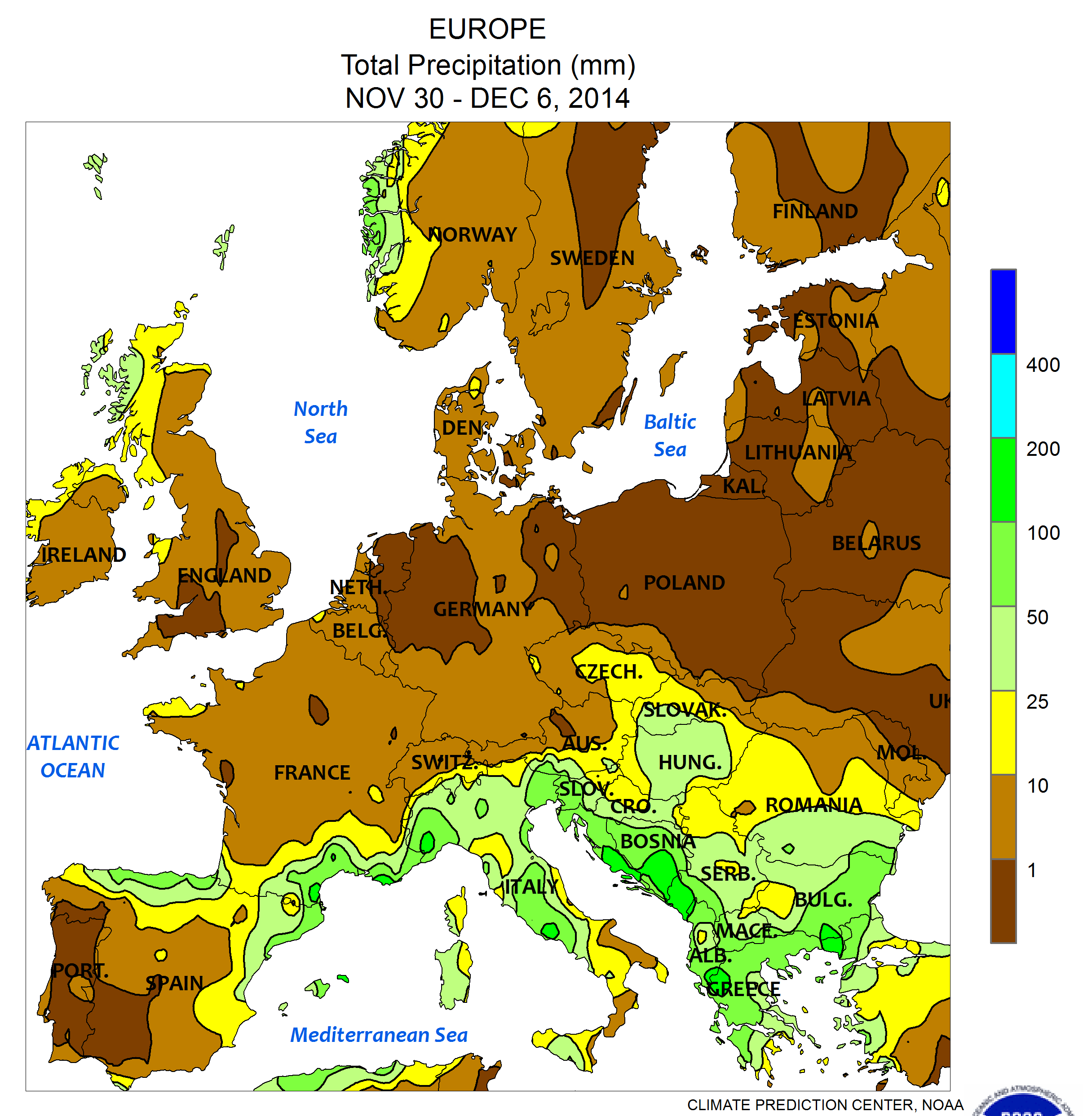
Niederschlagssummen 30.–6.: Erkennbar die Starkregengebiete der Mittelmeer-Nordküste mit bis zu 200 mm und die Nordostgrenze der Niederschläge an der Linie Sudeten–Westkarpaten–Donaudelta

(alle grobe Daten, NOAA-NWS)

### Klimatische Zusammenhänge
Das Ereignis gehört zu einer Serie von Unwettern, die schon den Oktober und ganzen November anhielt. Damit trafen seit Ende des Sommers schon insgesamt 11 schwere Starkregenereignisse das französisch-italienische Mittelmeergebiet.
Grund für diese Wetterereignisse ist eine starke Oszillation des Jet Streams. Nordatlantische Oszillation (NAO) wie auch Arktische Oszillation (AO) zeigen große Schwankungsbreite. Zudem waren die Temperaturen abnormal hoch, auf Sizilien verzeichnete man Ende November noch bis zu 30 °C. Diese Wärme gibt den Mittelmeertiefs besondere Kraft.
Der November, wie auch der gesamte teils völlig frostfreie Herbst in den Ostalpen, waren die jeweils wärmsten seit Beginn der geschlossenen Messreihe 1767 gemessenen.
Insgesamt gehört das Jahr an der Alpensüdseite zu den regenreichsten der Geschichte.
In manchen Gebieten Friaul-Julisch Venetiens kumulierte sich der Niederschlag seit Januar auf über 5000 mm, das sind Mengen, wie sie etwa für Monsungebiete am Himalaya oder die Tropen typisch sind.

## Folgen
Das langanhaltende Tief forderte – abgesehen von wetterbedingten Verkehrsunfällen – 10 direkte Todesopfer, vier in Frankreich, zwei in Italien und vier in Griechenland, durchwegs Opfer von überraschenden Sturzfluten.

### Frankreich
Am 24. und 25. November 2014 konzentrierten sich die Niederschläge im Languedoc (bis 200 mm/24 h) und an der Côte d’Azur und am Folgetag besonders im Maurenmassiv.
Es gab vier Todesopfer durch Sturzfluten im Département Var an der Côte d’Azur (La Londe-les-Maures, Hyères, Cogolin).
In Serignan trat ein Tornado auf.
Ab 27. waren bei einer neuerlichen Episode  besonders das Gard, die Ardèche und das Hérault betroffen, und zog dann über Aveyron und Tarn, Aude und Pyrénées-Orientales. Tags darauf verlagerte sich der Schwerpunkt nach Korsika, mit sehr heftigen Gewittern.

### Italien
In Italien zogen Unwetter von Sardinien über Ligurien, Umbrien, das Latium, die Emilia-Romagna bis in das Veneto, alles Gegenden, in denen es seit Oktober wiederholt zu Hochwässern gekommen war.
Um den 27. November 2014 waren im Raum Ligurien diesmal weniger die Küste, als Imperia und das Landesinnere von Provinz Savona betroffen. An der tyrrhenischen Küste nördlich von Rom wurde besonders Civitavecchia von Sturm und Überflutung getroffen, wo mehrere Menschen von Haus- und Autodächern gerettet werden mussten.
Im Raum Turin, wo man beispielsweise in Varisella (Torino) oder Barge (Cuneo) an die 200 mm Niederschlag in mehreren Tagen verzeichnet hatte, uferte um den 1. Dezember 2014 der Po aus. Am 2. führte stürmischer Regen in  Castellammare di Stabia und Pompeji südlich Neapel zu Überflutungen und Erdrutschen, in Mittelitalien kam es zu weitläufigen Verkehrsbehinderungen.
Am 3./4. herrschten dann Unwetterwarnung in 13 von 20 Regionen des Landes.
In Rom ertranken 2 Menschen, die mit ihrem Auto in einer Unterführung eingeschlossen wurden. In Neapel und auf Elba kam es am 5. zu Sturzfluten. Am Abend des 7. Dezember 2014 trafen dann auf der Rückseite des abziehenden Tiefs erste Schneefälle an der Riviera ein, mit Gewittern und Hagel.

### Österreich
In Österreich setzte in der Nacht des Freitag, 28. auf den 29. November 2014 Eisregen ein, und weitläufigen Verkehrsbehinderungen durch Glätte, an der tschechischen Grenze und um Ottenschlag blieben Dutzende Schulen geschlossen.
In Folge stellt sich anhaltend kräftiger Südostwind mit Raufrost vom Hausruck- und Mühlviertel über Waldviertel und das Burgenland (besonders in der Rosalia) bis in die Oststeiermark, wie auch Koralm, Gleinalm und Schwanberg. Im Bezirk Zwettl und Teilen des Bezirks Krems wurde wegen durch Eislast umknickender Bäume Katastrophenalarm gegeben, zahlreiche Straßen mussten gesperrt werden. Wegen Leitungsbruch war mehrere 1000 Haushalte zeitweise, insbesondere die Gemeinde Hardegg mehrere Tage ohne Strom. Auf der Hohen Wand kam es zu vereinzelten Evakuierungen.
Erst um den Freitag, den 5. Dezember 2014 setzte durch Tauwetter Entspannung ein.

### Ungarn
In Ungarn traf der Eisregen am 1. Dezember 2014 ein. Betroffen waren besonders die Pilis-Berge und das Mátra-Gebiet (Komitate Nógrád, Heves und Borsod-Abaúj-Zemplén) im Norden, wie dann auch Budapest und das umgebende Komitat Pest wo weitreichend Störungen im Verkehr und Schäden an der Strom- und Trinkwasserinfrastruktur auftraten. Insgesamt waren etwa 30.000 Haushalte ohne Strom, bei mehreren Hochspannungsleitungen knicken ganze Masten ein. Reisende mussten stundenlang in liegengebliebenen Zügen ausharren.
Im Pilis wurden viele hundert Hektar Wald geschädigt, und teils komplett umgeworfen. Das Forstministerium nennt in einer ersten Bestandsaufnahme 3750 Hektar Forstschaden.

### Tschechien

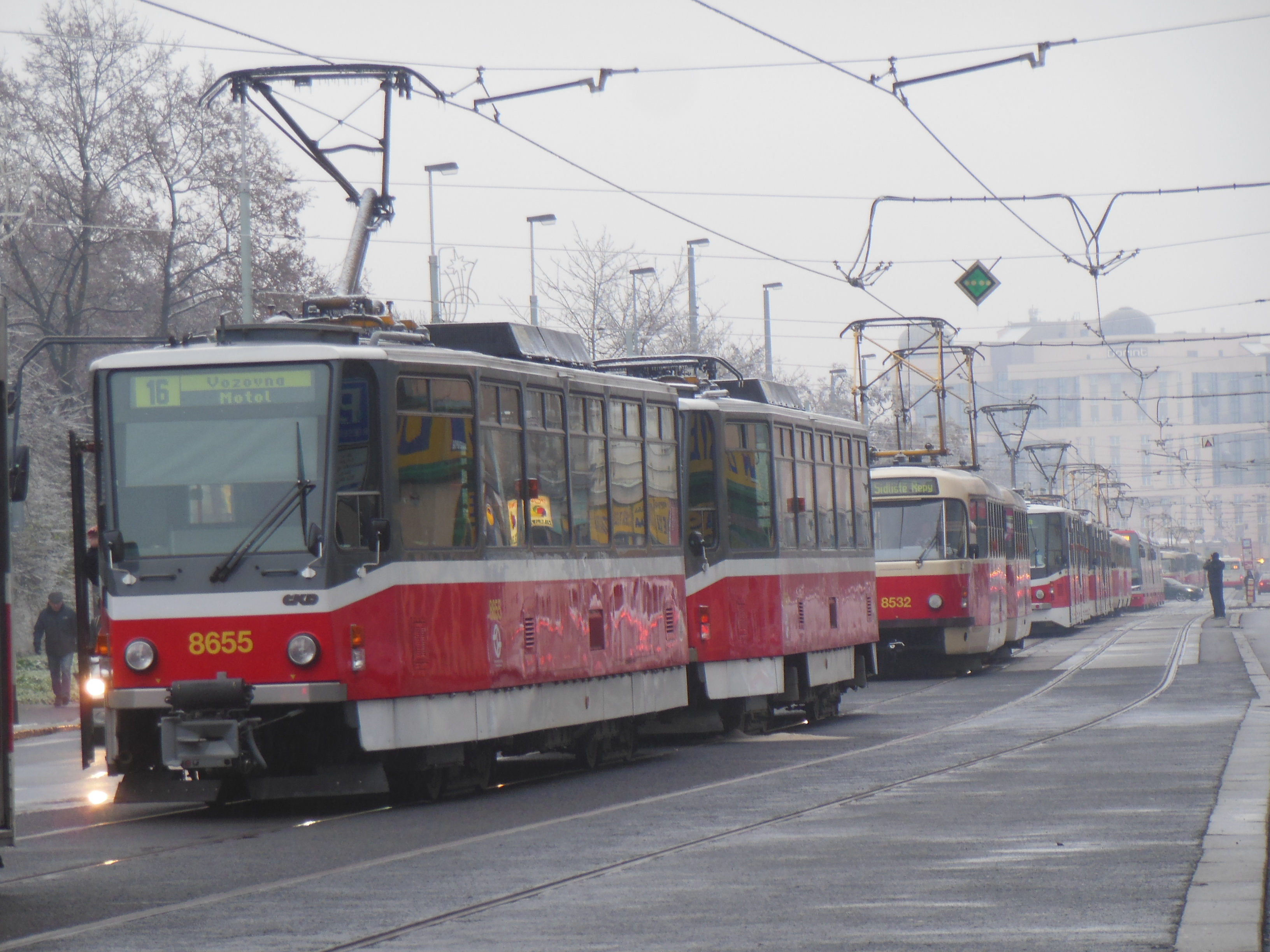
Abgestellte Straßenbahnen in Prag, 2. Dez.

In Tschechien trat der Eisregen am Montag, 1. Dezember 2014 auf. Insbesondere vereiste Stromleitungen führte bis zum 3. zu einem Verkehrschaos. Etwa 50.000 Reisende war von Zugausfällen betroffen, mehrere hundert mussten die Nacht auf freier Strecke verbringen. Auch in Städten wie Prag, Přerov, Ústí nad Labem Brünn oder Olomouc wurde der Straßenbahnverkehr vollständig eingestellt, in Prag das erste Mal seit 1901. Tausende Haushalte waren ohne Strom. Es kam zu zahlreichen Verkehrsunfällen.
Die Bahnverbindungen konnten bis Mittwoch weitgehend wiederhergestellt werden, Behinderungen traten noch bis Ende der Woche auf.

### Griechenland
In Griechenland wurden ab etwa dem ersten Dezemberwochenende die Niederschläge intensiv. Am 2./3. Dezember 2014 konzentrierte sich der Starkregen im Epirus an der Westküste und tags darauf in Zentral-, Ostmakedonien und Thrakien in der Nordägäis. In Vrysoula bei Ioannina trat ein Tornado auf.
Besonders am 7./8. Dezember 2014 konzentrierten sich Starkregen dann im Norden Mazedoniens. Im gesamten Ägäisraum (in allen Regionen Griechenlands) herrschte Unwetteralarm. Besonders betroffen waren die Regionalbezirke Thessaloniki, Chalkidiki und Kilkis landeinwärts. Am Evros (bulgarisch Mariza) und Erythropotamos herrschte wegen der Hochwässer Bulgariens andauernd erhöhte Alarmbereitschaft, nach einem Dammbruch am Evros kam es zu Evakuierungen.
In Serres, am Galikos bei Nea Filadelfia und Kilkis ertranken vier Menschen, die von Sturzfluten mitgerissen wurden. In Vavrona bei Athen wurde der antike Artemistempel überflutet. Ein weiteres Opfor forderte eine regenbedingte Massenkarambolage bei Lamia.
Insgesamt wurden etwa 80.000 Hektar Land überflutet.
Vor allem in Thrakien erlitten die Kulturen von Baumwolle, Winterweizen und Wintergemüse große Schäden.

### Bulgarien
In ganz Bulgarien kam es ab 5. Dezember 2014 zu Hochwasser, besonders in Vidin, Burgas, Jambol, Chaskowo und Sliwen. Mehrere 100 Menschen mussten evakuiert werden.